# Côm sừng to
Côm sừng to (danh pháp khoa học: Elaeocarpus macrocerus) là một loài thực vật có hoa trong họ Côm. Loài này được (Turcz.) Merr. mô tả khoa học đầu tiên năm 1951.